# Lüder Arenhold (Maler)
Ferdinand Lüder Arenhold (* 7. Mai 1854 in Soltau; † 16. Juni 1915 in Kiel) war ein deutscher Kapitänleutnant und Marinemaler, der besonders durch seine Rekonstruktionsgemälde und -zeichnungen zur Reichsflotte und zur Preußischen Marine bekannt wurde.

## Leben

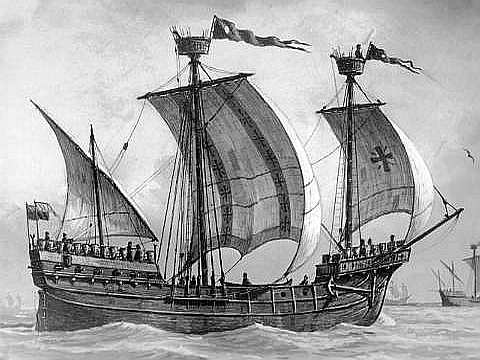
Hansekogge 1480

Arenhold trat am 12. April 1874 als Seekadett in die Kaiserliche Marine ein und nahm 1881 als Kapitänleutnant der Seewehr seinen Abschied, um als Kunstmaler tätig zu werden. Während seiner Dienstzeit hatte er auch Südamerika und China besucht. In Hamburg nahm er drei Jahre Unterricht bei den Malern Heinrich Leitner und Franz Johann Wilhelm Hünten, von 1886 bis 1887 war er Meisterschüler bei Hans Fredrik Gude an der Berliner Akademie.
Ab 1887 war er in Kiel wohnhaft, wo er auch eine Segelyacht besaß und bereits an der ersten Kieler Woche 1882 als Regattasegler teilgenommen hatte. Er war Mitbegründer des Marine-Regatta-Vereins, dem späteren Kaiserlichen Yacht-Club. Arenhold bevorzugte die Ölmalerei; seine Sujets waren vorzugsweise Schiffe der Kaiserlichen Marine und historische Flotten, wobei er Wert auf Detailgenauigkeit grade in technischen Dingen legte, aber auch geographische Details nicht vernachlässigte.
Insbesondere interessierte Arenhold die Vorgeschichte der Kaiserlichen Marine, so auch die Reichsflotte. Seine Darstellungen gelten als erste Versuche, das Aussehen der Einheiten, von denen oftmals nur grobe Darstellungen existierten, zu rekonstruieren.
Über sein Privatleben ist nichts bekannt. Er verstarb mit 61 Jahren an seinem Wohnort Kiel.

## Auszeichnungen
- 1891: Silbermedaille auf der Kriegskunstausstellung in Köln
- 1896: Goldmedaille auf der Schiffskunstausstellung in Kiel

## Bekannte Werke

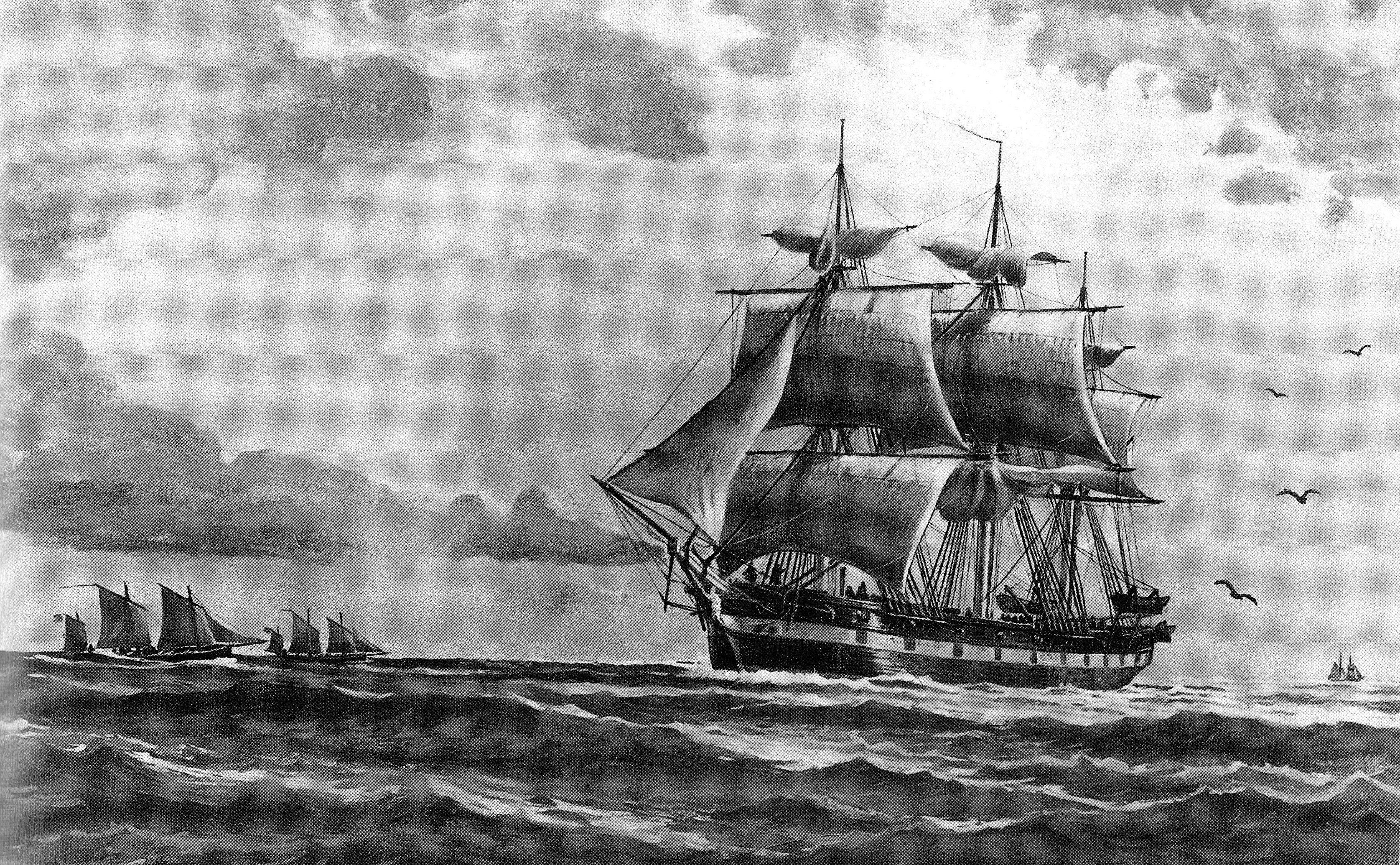
Vollschiff SMS Mercur der Königlich Preußischen Marine um 1853. Gemälde oder Zeichnung von Lüder Arenhold um 1905

- Die deutsche Reichsflotte 1849 auf der Reede von Bremerhaven (1902, Schloss Schönebeck (Bremen))
- Das Gefecht bei Eckernförde (1902, Rathaus Eckernförde)
- Die preußische Korvette "Amazone" (1908, Marineschule Mürwik)
- Die preußische Korvette "Merkur" (1908, Marineschule Mürwik)
- Die preußische Flotte vor Rügen im Jahre 1854 (1901, Privatbesitz)
- Das Kanonenboot "Von der Tann" (1911, Kiel, Kunsthalle)
- Flottenparade vor Kaiser Wilhelm II. auf der Kieler Förde (1889, Kiel, Stadt- und Schiffahrtsmuseum)
- Die dänischen Kriegsschiffe "Christian VIII." und "Gefion" im Gefecht mit den Küstenbatterien vor Eckernförde (1909, ebd.)
- SMS Augusta in der Girondemündung am 4.1.1871 (1900, Kiel, Förde-Klub)
- Zeichnungen zu den Jahrbüchern des Kaiserlichen Yacht-Clubs (Yacht-Club)

## Publikationen
- Die historische Entwicklung der Schiffstypen, Kiel 1891
- Erinnerungsblätter an die Königlich-preußische Marine 1848–1860, Berlin 1904
- Vor 50 Jahren – die deutsche Reichsflotte 1848–1852, Berlin 1906, Reprint Berlin 1996, erneuter Reprint angekündigt für Oktober 2015